# Чёрная ракетохвостая лесная сорока
Чёрная ракетохвостая лесная сорока или ракетохвостая сорока (лат. Crypsirina temia) — вид врановых птиц рода лесных сорок. Распространён в Мьянме, Таиланде, Индокитае, на Суматре, Яве и Бали. Подвидов не выделяют.

## Описание
Размер птицы — 31—33 см, масса — 114—145 г. Это довольно небольшая изящная полностью тёмная сорока с очень длинным, ступенчатым хвостом (состоит из 10, а не 12, как у родственных таксонов, рулевых перьев) с лопатообразным расширением на конце. Клюв довольно короткий, но крепкий, с изогнутым надклювьем.
Оперение на лбу и уздечке плотное и бархатистое, угольно-чёрное. Всё оперение чёрное с бронзово-зелёным отливом (в хорошем свете матово-чёрное лицо и горло контрастируют с остальным блестящим оперением). Хвост и перья для полета выглядят более чёрными, слегка глянцевыми. Радужка тускло-голубая или светло-голубая. Клюв и ноги чёрные.
Половой диморфизм в окраске практически отсутствует. У молодых птиц радужка коричневая, общий цвет серо-черный, нет контрастного чёрного на лбу и около ноздрей, хвост без расширения на конце.

## Распространение и места обитания
Эта птица встречается в низменностях южной и юго-восточной части Мьянмы, Таиланда, крайнего юга Китая (южный Юньнань), Лаоса, Вьетнама и Камбоджи, а также на островах Ява и Бали.
Населяет низинные открытые леса до 1000 метров над уровнем моря, с просеками около деревень и краев плантаций, а также смешанные вторичные леса, включая окраины мангровых зарослей.
По всем имеющимся данным, ведёт оседлый образ жизни.

## Поведение

### Вокализация
Голос обычно описываются как резкий и неприятный. Есть несколько видов звуков, но чаще всего можно услышать скулящие и носовые мяукающие звуки. Также часто произносит высокочастотное, но хрипловатое «chu». Глубокое хриплое «churg-churg», часто переходящее в вопросительное «churrrk?», или произносится на более высоком уровне как «chrrrk-chrrrk» или «gasp-gasp».

### Питание
Всеядный. Рацион малоизучен, но известно, что питается разнообразными беспозвоночными, предпочитая больших жуков (например, Scarabaeidae), а также фруктами и ягодами. Также было зарегистрировано, что он охотится на мелких птиц и куколок чешуекрылых.
Почти всегда ищет пищу в листве кустарников и в нижних и средних ярусах крон больших деревьев. Обычно встречается в одиночку, парами или семейными группами, перемещаясь по укрытиям.
С ловкостью прыгает и карабкается по веткам, используя хвост в качестве противовеса. В этом отношении напоминает кустарниковых кукушек (Phaenicophaeus). Редко спускается на землю, кроме случаев купания. Редко летает на большие расстояния.

### Размножение
Гнездится раздельно. Чашеобразное гнездо строится из веток, побегов и стеблей лиан, дно выстлано более тонкими побегами и корешками. Гнездо обычно хорошо спрятано в густом укрытии на высоте 2—5 метров над землёй внутри кустарников, предпочтительно в изолированных кустарниковых или бамбуковых зарослях, висячих лианах, окруженных открытой травянистой местностью. Кладка состоит из 2—4 яиц.

## Охранный статус
Не находится под глобальной угрозой исчезновения (LC). Не редок в большей части своего ареала.
Ранее встречался на крайнем северо-западе малайского полуострова (Кедах), но, по-видимому, был там истреблен. Встречался там довольно часто в 1930-х и 1940-х годах, но с тех пор есть только один отчет, в 2003 году. Причины этого местного исчезновения неясны.
Зависимость от низинных лесов делает этот вид уязвимым от уничтожения среды обитания. Основным фактором в его пользу для будущего выживания является его терпимость к вторичным лесам и тот факт, что он часто встречается вокруг лесных просек с человеческими поселениями.